# Sebastián Molina
Sebastián Yeri Molina Ribera (Santa Cruz de la Sierra, 20 de noviembre de 1990) es un futbolista boliviano. Juega como delantero o centrocampista.

## Clubes
| Club                         | País     | Año         |
| ---------------------------- | -------- | ----------- |
| Guabirá                      | Bolivia  | 2007 - 2008 |
| Oriente Petrolero            | Bolivia  | 2009        |
| Atlético Paranaense (Sub-20) | Brasil   | 2009        |
| San José                     | Bolivia  | 2010        |
| GD Ribeirão                  | Portugal | 2010        |
| AD Oliveirense               | Portugal | 2011        |
| Blooming                     | Bolivia  | 2011 - 2012 |
| Oriente Petrolero            | Bolivia  | 2013        |
| Guabirá                      | Bolivia  | 2013 - 2014 |
| Universitario de Pando       | Bolivia  | 2014 - 2015 |
| Atlético Bermejo             | Bolivia  | 2015        |
| Club Atlético Ciclón         | Bolivia  | 2016        |